# استرلا (ریو گراند دو سول)
استرلا (به پرتغالی: Estrela) یک منطقهٔ مسکونی در برزیل است که در ریو گرانده جنوبی واقع شده‌است. استرلا ۳۴٬۳۹۹ نفر جمعیت دارد.